# Antonio Bórquez Solar
Antonio Bórquez Solar (Ancud, 1872-Santiago, 9 de julio de 1938) fue un poeta chileno, adscrito al movimiento del Modernismo. Es considerado, por Mario Contreras Vega, como el primer poeta del archipiélago de Chiloé, en términos de su época y continuidad literaria.

## Biografía
Nació en 1872 en la ciudad de Ancud, provincia de Chiloé, siendo hijo de Antonio Bórquez Díaz y Manuela Solar Berenguer y hermano de Humberto Bórquez Solar, también poeta y escritor. Cursó sus primeros estudios en el Liceo de Ancud, para luego seguir estudios en el Instituto Pedagógico de la Universidad de Chile, graduándose como profesor de castellano y gimnasia.
Luego de finalizar sus estudios se trasladó a la ciudad de Los Ángeles, donde ejerció como profesor del liceo de esa ciudad hasta 1897. A partir de esta fecha incursiona temporalmente en la política, desarrollando actividades en torno al Partido Radical.
En 1904 retoma sus labores pedagógicas como inspector, y luego profesor de filosofía, en el Internado Nacional Barros Arana (INBA), en Santiago. Junto a su labor en el INBA, en 1924 asume funciones docentes en el Instituto Pedagógico. En paralelo a su carrera docente, desarrolló funciones ocasionales de periodista, en medios como La Juventud de Ancud, El Progresista de Los Ángeles y El Mercurio de Santiago.
Su carrera literaria se inicia en torno al movimiento modernista, gracias a su amistad con Pedro Antonio González, discípulo de Rubén Darío. En este marco, su primera obra es "Campo lírico" de 1899, aunque tiene mayor continuidad a partir de 1907, con la publicación de "La floresta de los leones". También incursionó en la novela, el ensayo y el drama en verso.
En 1934 es atropellado por un tranvía, viendo fuertemente deteriorada su salud a partir de ese momento. Fallece, finalmente, el 19 de julio de 1938 en la ciudad de Santiago.

## Homenajes
Producto de su trayectoria, en 1910 fue galardonado, por la Municipalidad de Ancud, como hijo ilustre de la ciudad. Por otro lado, en 1922 el Centro Estudiantes de Chiloé de la Universidad de Chile lo menciona como socio honorario de esa organización de chilotes en Santiago. Al día de hoy existen calles que llevan su nombre en Castro y Quemchi, así como también una población en la ciudad de Ancud. En esta última ciudad, además, en 1954 se fundó el Club Deportivo Bórquez Solar.

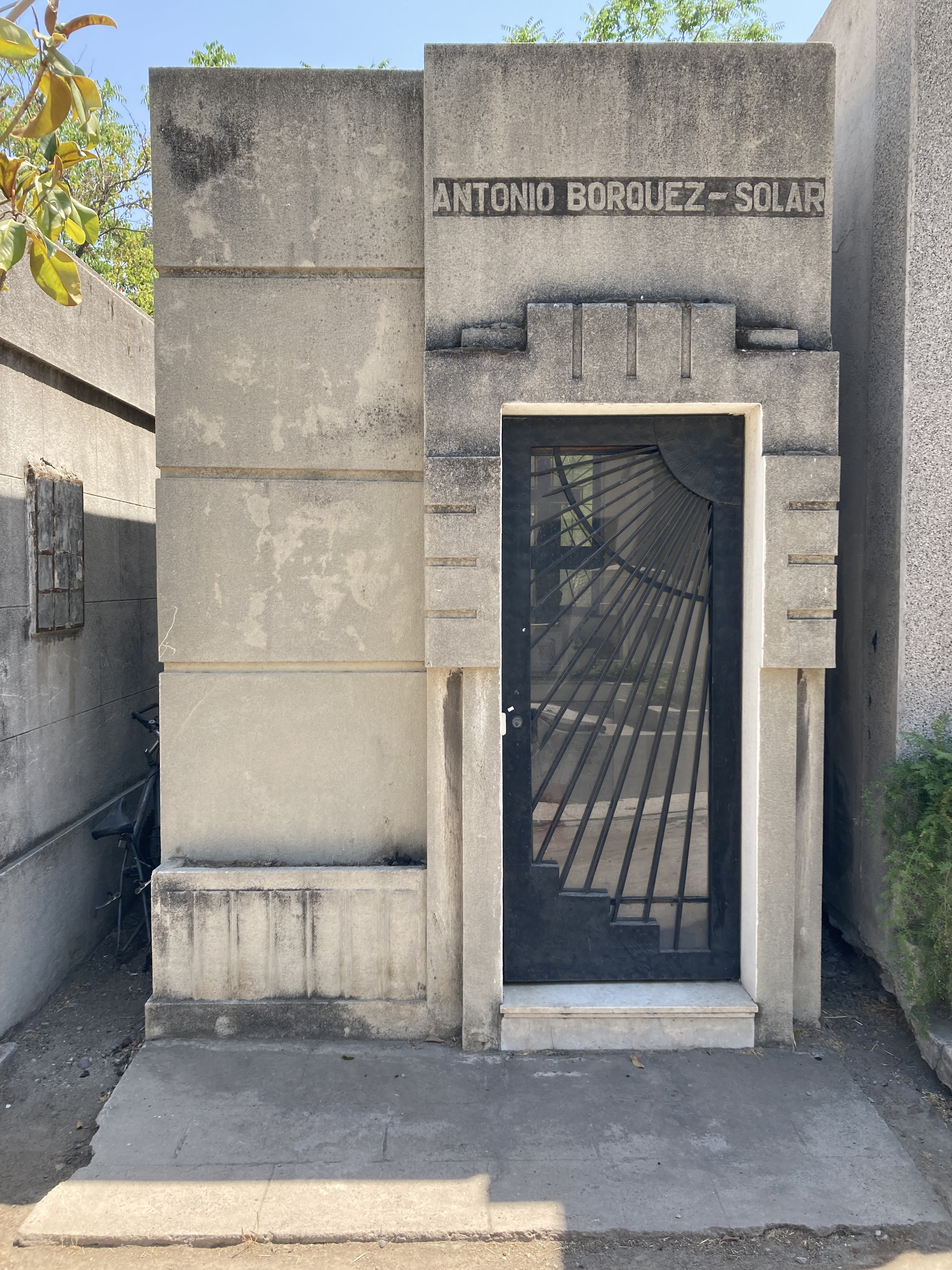
Sepultura de Antonio Bórquez-Solar en Cementerio General de Santiago.

La Corporación Chiloé, con sede en la ciudad de Santiago, cuenta con una biblioteca construida a partir de la donación de colecciones heredadas por los descendientes por Antonio Bórquez Solar, y a la cual se le ha dado el nombre de "Biblioteca Antonio Bórquez Solar".

## Obras

### Poesía
- Campo lírico (1899)[1]
- Amorosa vendimia (1901)[6]
- La floresta de los leones (1907)[6]
- Laudatorias heroicas (1918)
- La diamantina fortaleza (1929)[6]
- Estrella romántica (1929)[7]
- Oro del archipiélago (1931)[7]

### Drama
- Carrera (1921)[6]
- El paladín trovador (1928)[6]
- La gesta de Ercilla[2]

### Ensayo
- Del dolor del Quijote (1905)[8]
- Psicolojia colectiva aplicada. Exéjessis del alma de una raza (1907)[9]
- La epopeya de Chile: "La Araucana" de Ercilla (1911)[10]
- Dilectos decires (1912)[6]

### Novela
- La belleza del demonio: La Quintrala (1914)[2]
- La leyenda de la estrella solitaria: Episodios nacionales de la Guerra del Pacífico (1918)[6]

### Otras obras
- Bizarrías de antaño, recuerdos literarios (1930)[7]
- Fuente de juvencia, lectura para la juventud (1930)[7]